# Åsa (przystanek kolejowy)
Åsa (szw. Åsa station)  – przystanek kolejowy w Åsa, w regionie Halland, w Szwecji. Znajduje się na Västkustbanan i jest obsługiwany przez pociągi Öresundståg. 
Przystanek został otwarty w grudniu 2013.

## Linie kolejowe
- Västkustbanan